# Brandérion
Brandérion (in bretone: Branderion) è un comune francese di 1 171 abitanti situato nel dipartimento del Morbihan nella regione della Bretagna.

## Società

### Evoluzione demografica
Abitanti censiti